# Alan Michell
Alan Michell (Kaapstad, 13 juli 1973) is een Zuid-Afrikaans golfprofessional die actief is op de Sunshine Tour.

## Loopbaan
Voordat Michell in 1994 een golfprofessional werd, was hij een golfamateur en hij won een paar golftoernooien.
In november 2006 won Michell op de Sunshine Tour zijn eerste profzege door de Coca-Cola Charity Championship te winnen.

## Prestaties

### Amateur
- 1992: Western Province Stroke Play
- Junior Springbok (3 keer)

### Professional
Sunshine Tour
| Nr. | Datum            | Toernooi                       | Score        | Score | Info  |
| --- | ---------------- | ------------------------------ | ------------ | ----- | ----- |
| 1   | 23 november 2006 | Coca-Cola Charity Championship | 64+70+66=200 | –16   | [ 1 ] |

Overige
- 1998: Reunion Open